# I Want to Break Free
«I Want To Break Free» (en español: Quiero ser libre) es una canción realizada por la banda de rock británica Queen incluida en su disco del álbum The Works, publicado en 1984. La canción, escrita por el bajista John Deacon, fue lanzada como el segundo sencillo en abril de 1984, con Machines (Or 'Back To Humans') como lado B, y alcanzó el puesto número 3 en el Reino Unido. Aparece en el álbum The Works (1984), y fue lanzado en tres versiones: álbum, sencillo y extendido. Se incluyó en la mayoría de los conciertos en vivo del grupo, en varios vídeos y en The Freddie Mercury Tribute Concert, donde fue interpretado por Lisa Stansfield.
El vídeo de la canción es uno de los más recordados de la banda, en el que sus integrantes parodian una telenovela británica de la época llamada Coronation Street, caracterizados como mujeres. La segunda parte del vídeo incluye una composición ensayada y actuada por el Royal Ballet de Londres y la coreografía fue hecha por Wayne Eagling. A causa de ello, el vídeo fue censurado por MTV en los Estados Unidos, por lo que Queen no incluyó a este país en el The Works Tour. El vídeo no fue visto en las pantallas estadounidenses hasta 1991.
La canción es ampliamente conocida por su vídeo musical para el cual todos los miembros de la banda se vistieron de señoras amas de casa, un concepto propuesto por Roger Taylor, que parodiaba la telenovela Coronation Street de ITV. La segunda parte del vídeo incluyó una composición ensayada y realizada con el Royal Ballet y coreografiada por Wayne Eagling. Mientras que la parodia fue aclamada en el Reino Unido, donde el travestismo es un tropo popular en la comedia británica, se consideró controvertido en los Estados Unidos.
Después de su lanzamiento en 1984, la canción fue bien recibida en Europa y América del Sur y es considerada como un himno de la lucha contra la opresión. El sencillo alcanzó el número 45 en el Billboard Hot 100 de Estados Unidos, pero alcanzó el número tres en el Reino Unido y obtuvo la certificación de plata con más de 200 000 copias vendidas. También encabezó las listas de Austria, Bélgica y los Países Bajos. La canción aparece en el álbum recopilatorio de la banda, Greatest Hits II.

## Información de la canción
La canción fue escrita en 1983 por John Deacon y lanzada en abril de 1984. La idea principal de la canción radica en su título, que se repite a través del texto. Un tema de amor también está presente ya que el protagonista "has fallen in love", "can't get over the way you love me like you do ("se ha enamorado", "no puede superar la forma en que me amas como lo haces") y "doesn't want to live alone" ("no quiere vivir solo"). La mayor parte de la canción sigue la progresión tradicional de 12 bar blues en mi mayor. Tiene tres versos con un puente, sin coro y relativamente poca repetición de sección. Hay tres versiones de la canción: álbum, sencillo y extendido. La versión del álbum dura 3 minutos y 20 segundos. Sus primeros 6 segundos repiten el ritmo básico que se toca con la batería (Ludwig), una guitarra acústica (Gibson), un bajo (Fender) y una guitarra eléctrica (Fender Telecaster). Este ritmo continúa durante la mayor parte de la canción, deteniéndose solo en su primera línea. El primer verso termina a las 0:37 y es seguido por un segundo verso muy similar, que sin embargo es más corto en una línea. Aparece un acompañamiento de guitarra apilada (especial rojo) al final del segundo verso (1:03), y entre 1:15 y 1:17 se reemplaza por un sintetizador. Un solo sintetizador comienza a las 1:33 y es asistido por una guitarra. El último verso comienza en el segundo minuto, además presenta un sintetizador y una guitarra Fender Stratocaster. La canción se detiene en la línea final "I've got to break free" ("Tengo que liberarme"), seguida de la desaparición gradual. Esta versión fue lanzada en el álbum The Works y en algunos singles. La versión individual normal dura 4 minutos y 21 segundos y difiere de la versión del álbum por la introducción de 40 segundos y un solo sintetizador más largo que comienza a las 2:33. La introducción se juega en un teclado electrónico y cuenta con la ayuda de platillos, batería y una guitarra (Red Special). Para la banda sonora de Bohemian Rhapsody, la única introducción se agrega a la versión del álbum creando una edición de 3 minutos y 43 segundos.
La versión extendida dura 7 minutos y 16 segundos y presenta una introducción y finalización más largas. Dura hasta las 6:04, y el minuto restante contiene fragmentos de otras canciones de The Works. La versión extendida se distribuyó principalmente como discos de vinilo de 12 pulgadas y luego se volvió a publicar en el CD de The Works en 1991. Además apareció en los álbumes Greatest Hits II, Box of Tricks, Greatest Hits (1992 US 'Red' edition) y Absolute Greatest y en los sets The Complete Works y The Platinum Collection.

## Distribución
La canción se convirtió en el segundo sencillo del álbum The Works, después de la canción "Radio Ga Ga". El sencillo fue lanzado el 2 de abril de 1984 en discos de 7 y 12 pulgadas y más tarde como CD de 3 y 5 pulgadas.
Los registros de 7 pulgadas se distribuyeron en 16 países. En la mayoría de los países, el otro lado del disco contenía la versión del álbum de la canción "Machines (o 'Back to Humans')", en los Estados Unidos y Canadá había una versión instrumental de esta canción, y en Brasil el otro lado presentaba canción "It's a Hard Life". La etiqueta también dependía del país: Capitol Records en los EE. UU. Y Canadá, Toshiba EMI en Japón y EMI en otros países. En el Reino Unido, Estados Unidos, Portugal y Sudáfrica se vendieron varios discos de la canción al mismo tiempo, que solo difieren en las versiones. Hubo ediciones especiales, como un disco con el lado B vacío en el Reino Unido. El título de la canción en la canción de Argentina fue "Quiero Ser Libre".
En todos los países, excepto en EE. UU., El lado A contenía la versión extendida de la canción, el lado B presentaba "Machines" y el disco tenía la etiqueta EMI. En los Estados Unidos, el lado B tenía una versión instrumental de "Machines" o la versión del álbum de "I Want to Break Free" y el sello era de Capitol Records.
El sencillo también se distribuyó en los CD de 3 y 5 pulgadas. En el Reino Unido, el CD de 3 pulgadas presentaba "I Want to Break Free" (versión del álbum), "Machines" y "It's a Hard Life" y tenía un sello de Parlophone Records. En Alemania, el CD de 5 pulgadas tenía una etiqueta EMI y contenía "I Want to Break Free" y "It's a Hard Life", así como el video de "I Want to Break Free".
Las portadas individuales contenían imágenes del grupo de la portada del álbum The Works. En los países donde el sencillo salió en cuatro versiones diferentes, cada versión tenía una imagen de un miembro de Queen, de lo contrario, se colocaron cuatro imágenes juntas. La inscripción "Queen. I Want to Break Free" era roja, blanca, dorada o negra y el marco era rojo o blanco. El CD alemán de 5 pulgadas tenía la portada del sencillo de "Radio Ga Ga". El reverso era el mismo: una foto del grupo sobre un fondo rojo, excepto los CD que tenían un fondo blanco y no tenían imágenes.

## Rendimiento comercial
El sencillo fue recibido de manera muy positiva en la mayor parte del mundo, excepto en América del Norte. En abril de 1984, se convirtió en el número tres en el Reino Unido, y se encontraba entre los 10 primeros en muchos países europeos y latinoamericanos, pero solo alcanzó el número 45 en las listas de Estados Unidos. El sencillo fue certificado platino en el Reino Unido. La transmisión mínima del vídeo por parte de MTV y algunas otras estaciones de EE. UU. Desempeñó un papel en la baja clasificación de EE. UU. El vídeo fue incluido en 1991 en el episodio de dos partes My Generation de VH1 dedicado a Queen presentado por el guitarrista Brian May. Según May en una entrevista sobre Queen's Greatest Hits, mientras que el vídeo fue entendido y tomado como una broma en el Reino Unido, el público estadounidense no pudo ver la conexión de la telenovela y podría haber interpretado el vídeo como una declaración abierta de travestismo y bisexualidad de Mercury. Según Taylor, MTV "era una estación de mente muy estrecha en ese entonces. Parecía ser toda una puta Whitesnake". En Canadá, el vídeo estaba en rotación regular en MuchMusic, la respuesta de Canadá a MTV.
En algunos otros países, como Sudáfrica y Sudamérica, la canción fue muy elogiada porque fue vista como un himno de la lucha contra la opresión, mientras que la reacción al vídeo fue mixta. A este respecto, fue ilustrativa la presentación en vivo de la canción en Río de Janeiro en 1985. Cuando Mercury apareció frente a una audiencia de 325,000 y comenzó a cantar "I Want to Break Free", le arrojaron piedras. Rápidamente se dio cuenta de que su atuendo femenino era la razón y se quitó la peluca y los senos falsos, lo que calmó a la audiencia. Este incidente confundió y decepcionó a Mercury.

## Espectáculos en vivo
Después del lanzamiento de The Works, la canción se realizó en casi todos los conciertos en vivo de Queen. Spike Edney usualmente tocaba la introducción del sintetizador, después de lo cual Mercury aparecía en el escenario, a menudo con el atuendo usado en el vídeo: peluca oscura, blusa rosa y senos falsos, que se quitaría más tarde durante la canción. Brian May tocó el solo de guitarra en su Red Special. El público cantó algunas líneas y el grupo entero cantó "God knows". Las grabaciones en vivo de la canción aparecieron en los álbumes de conciertos Live Magic, Live at Wembley '86 y Return of the Champions. Además, la canción se interpretó en varios conciertos que luego se incluyeron en los vídeos de Queen como Queen at Wembley, We Are the Champions: Final Live in Japan, The Freddie Mercury Tribute Concert y Return of the Champions.
Lisa Stansfield dirigió la canción en The Freddie Mercury Tribute Concert. Apareció en el escenario vestida de ama de casa con una aspiradora, como en el vídeo original. La canción también se realizó en muchos conciertos del proyecto Queen + Paul Rodgers, donde Paul Rodgers tomó la voz, Danny Miranda tocó el bajo y Spike Edney estaba en el teclado.

## Vídeo musical
Siguiendo la tradición del cross-dressing en la comedia británica, el vídeo musical de "I Want to Break Free" ve a los miembros de Queen aparecer en una casa suburbana vestidos como mujeres, una parodia de los personajes de Coronation Street. Mercury, como ama de casa, aspira el piso y canta el primer verso. Abre una puerta que conduce a un espacio oscuro, donde el grupo aparece rodeado de figuras con cascos de minero. Mercury baila en una caja brillante y reaparece con varios bailarines vestidos con leotardos manchados, y realiza un baile. En la casa, Mercury canta y sube las escaleras. El grupo aparece en el espacio oscuro de nuevo.
El vídeo comienza con una escena de las típicas calles residenciales británicas en la mañana, intercaladas con escenas del personaje de Brian May siendo despertado por un Teasmade. Las casas adosadas (terrace houses), características de los planes de viviendas socia británicos, se encuentran en Leeds, en el barrio de Harehills. El techo de una casa adosada, muy probablemente entre "Sandhurst Terrace" y "Dorset Rd" se puede ver en la toma de apertura. En la segunda escena, la cámara se desplaza a una casa adosada y se detiene en la casa donde supuestamente ocurre la acción. Se encuentra en "41 Dorset Mount" en la vida real y tiene un plano de planta ligeramente diferente al conjunto utilizado en el vídeo. Una parte de la placa con el nombre de la calle "Dorset Mount" se puede ver en su pared solo un segundo antes de que Brian May se levante de la cama.

### Producción
El vídeo musical de "I Want To Break Free" fue dirigido por David Mallet. Fue filmado el 22 de marzo y el 4 de mayo de 1984 en Limehouse Studios y costó alrededor de £100,000. El vídeo falsifica la telenovela de ITV Coronation Street, como lo propuso Roger Taylor: "Habíamos hecho algunos vídeos realmente serios y épicos en el pasado, y pensamos que nos divertiríamos. Queríamos que la gente supiera que no lo hicimos. No nos tomemos demasiado en serio, que aún podamos reírnos de nosotros mismos. Creo que lo probamos."
El vídeo muestra a Mercury como una ama de casa, basada libremente en Bet Lynch, que quiere "liberarse" de su vida. Aunque Lynch era rubia, Mercury pensó que se vería demasiado tonto como rubia y eligió una peluca oscura. Lleva una peluca negra, aretes rosas, blusa rosa con un pecho falso considerable debajo, minifalda de cuero negro, zapatos hasta la rodilla y de tacón. Durante las pruebas, Mercury se dio cuenta de que no podía caminar libremente con zapatos de tacón alto y se decidió por unos de 2 pulgadas. May interpreta a otra ama de casa más relajada basada en Hilda Ogden. Deacon aparece como una "abuela" conservadora, mientras que Taylor interpreta a una colegiala, que al igual que Mercury quiere una vida diferente.
La composición fue coreografiada por Wayne Eagling, un amigo de Mercury que lo había ayudado con la coreografía de "Bohemian Rhapsody". Eagling era entonces un líder del Royal Ballet que participó en el vídeo (uno de los bailarines fue Jeremy Sheffield). Mercury se afeitó el bigote para retratar a Vaslav Nijinsky como un fauno en el ballet L'après-midi d'un faune. El tiroteo requirió mucha práctica, especialmente la parte rodante del transportador. Según Eagling, a pesar de ser un intérprete natural en el escenario, Mercury no podía soportar realizar ningún acto coreografiado él mismo, por lo que fue recogido y movido en la parte de ballet del vídeo. Los ensayos con el Royal Ballet fueron organizados por Eagling en secreto de sus superiores, algo que lo puso en serios problemas cuando se descubrió más tarde.

## Canción
El sencillo fue bastante bien recibido alrededor del mundo, excepto en Estados Unidos. En abril de 1984, se convirtió en el número 3 en el Reino Unido, y estuvo en el Top 10 en varios países de Europa y América Latina, pero solo alcanzó el número 45 en Estados Unidos. El sencillo se convirtió en Oro en el Reino Unido. El vídeo de la canción presenta a Freddie y al resto del grupo o los componentes de la banda vestidos de mujeres, parodiando una telenovela británica de la época llamada Coronation Street. El veto sufrido por MTV y otras estaciones de Estados Unidos, que causaron que la banda no incluyera a ese país en el The Works Tour, también jugaron un papel importante en el bajo ranking sufrido en ese país. El veto se levantó en 1991 cuando la canción salió al aire en el programa de VH1 "«Mi generación»", en un episodio dedicado a Queen y presentado por Brian May. De acuerdo con él, en una entrevista que hizo acerca de los grandes éxitos de Queen, mientras que el vídeo se entendió y se tomó como una broma en el Reino Unido, la audiencia de Estados Unidos no lo relacionó con la telenovela británica y probablemente interpretó el vídeo como una declaración abierta de un supuesto travestismo y la homosexualidad o bisexualidad de Freddie, lo cual podría explicar por qué se vetó el vídeo en ese país.
A finales de los años ochenta 80, esta canción se convirtió en un himno para el CNA de Sudáfrica, cuando Nelson Mandela todavía estaba en la cárcel.
Durante el Concierto en Tributo a Freddie Mercury la canción fue interpretada por Lisa Stansfield, quien salió a escena con rulos y una aspiradora, homenajeando así al personaje que Freddie Mercury interpretaba en el vídeo de la canción.

## Créditos
- Escrita por: John Deacon
- Producida por: Queen y Mack
- Músicos:
- Freddie Mercury: voces, coros
- Brian May: guitarra líder
- John Deacon: bajo, sintetizadores, programación, guitarra acústica y  rítmica
- Roger Taylor: batería electrónica
- Fred Mandel: sintetizador

## Usos en medios
A partir de julio de 2004, una versión remezclada de un minuto de la canción apareció en un vídeo publicitario de Coca-Cola C2.
En 2017, la canción apareció en el tercer episodio de la cuarta serie del programa de televisión británico Sherlock, llamado "The Final Problem". Cuando James Moriarty entra en la isla de Sherrinford, saliendo de un helicóptero, se le muestra escuchando la canción.

## Posicionamiento en listas
| País           | Posición peak | Fecha de permanencia     | Semana(s) |
| -------------- | ------------- | ------------------------ | --------- |
| Australia      | 9             | Julio                    | 13        |
| Austria        | 1             | 1 de junio – 1 de julio  |           |
| Francia        | 9             | 8 – 15 de diciembre      | 16        |
| Alemania       | 4             | 11 – 17 de junio         | 20        |
| Irlanda        | 2             |                          | 10        |
| Nueva Zelanda  | 6             |                          | 19        |
| Países Bajos   | 1             | 26 de mayo – 2 de junio  | 12        |
| Suiza          | 2             | 17 – 24 de junio         | 16        |
| Reino Unido    | 3             | 28 de abril – 19 de mayo | 15        |
| Estados Unidos | 45            | Mayo                     | 8         |
| México         | 1             |                          | 19        |